# Niccolò Ricciolini
Niccolò Ricciolini (Roma, 1º febbraio 1687 – Roma, 15 ottobre 1772) è stato un pittore italiano del periodo barocco specializzato in temi religiosi.

## Biografia
Figlio di Michelangelo Ricciolini, da cui apprese i ridumenti della pittura, frequentò successivamente l'Accademia di San Luca, dove fu allievo di Pietro da Cortona e ricevette un premio nel 1703. Divenne membro della Confraternita dei Virtuosi il 18 giugno 1719 e dell'omonima accademia il 7 settembre 1721.
Gareggiò contro Marcantonio Franceschini per la decorazione musiva del Vaticano. I suoi progetti si concretizzarono nei mosaici della Crocifissione di San Pietro  e in un dipinto della Deposizione dalla Croce.
Molte sue opere sono conservate presso diverse chiese di Roma.
Tra i suoi allievi vi fu Giuseppe Angelini.